# Jurodes ignoramus
Jurodes ignoramus is een keversoort uit de familie Jurodidae. De wetenschappelijke naam van de soort is voor het eerst geldig gepubliceerd in 1985 door Aleksandr Ponomarenko.